# Ромашкевич, Анна Ивановна
А́нна Ива́новна Ромашке́вич (род. 15 февраля 1927 года) — советский и российский почвовед-географ, доктор географических наук, профессор, ведущий научный сотрудник Института географии АН СССР — РАН.

## Биография
Родилась 15 февраля 1927 года в Минске в семье служащих.
С 1945 по 1950 год обучалась на географическом факультете Московской сельскохозяйственной академии имени К. А. Тимирязева. С 1949 по 1952 год одновременно с обучением занималась исследовательской работой в Московском агролесхозе в качестве инженера-почвоведа, занималась изучением почвы Заволжья и Калмыкии.
С 1952 по 1956 год проходила обучение в аспирантуре Почвенного института имени В. В. Докучаева АН СССР, под руководством профессора Ю. А. Ливеровского. С 1956 по 1961 год занималась научно-исследовательской деятельностью в Почвенном институте имени В. В. Докучаева в качестве научного сотрудника отдела эрозии, занималась экспедиционными исследованиями по изучением почв и составлением эрозионных карт для Ставропольского края, Московской и Рязанской областях.
С 1961 по 1996 год на научно-исследовательской работе в Институте географии АН СССР — РАН в качестве младшего, старшего и ведущего научного сотрудника этого института, занималась микроморфологическими исследованиями почв, исследованиями горных почв и их литолого-геоморфологических процессов, исследованиями коры и почвы выветривания влажных тропиков и субтропиков.

### Научно-педагогическая деятельность и вклад в науку
Основная научно-педагогическая деятельность А. И. Ромашкевич была связана с вопросами в области лесного и горного почвоведения. А. И. Ромашкевич занималась исследованиями в области изучения почвенного потенциала горных стран с определением степени и типов возобновимости почв при антропоген-
ном воздействии. Под её руководством были составлены почвенно-грунтовые карты горных стран Европы. Ей были прослежены ступени эволюции влажно-субтропического ряда почв от начальных этапов формирования этих почв до их разрушения, ей был установлен ферралитный характер процессов и кор деферралитизации в почвах.
В 1956 году защитила диссертацию на соискание учёной степени кандидат географических наук по теме: «Бурые лесные почвы Краснодарского края», в 1989 году — доктор географических наук по теме: «Горное гумидное почвообразование и литолого-геоморфологические процессы». В 1973 году приказом ВАК СССР А. И. Ромашкевич было присвоено учёное звание старший научный сотрудник, в 1980 году профессор по специальности «почвоведение». А. И. Ромашкевич было написано более двухсот научных трудов и монографий, в том числе монографии «Бурые лесные почвы Краснодарского края» (М.: 1956), «Почвы и коры выветривания влажных субтропиков Западной Грузии» (М.: 1974), «Горное почвообразование и геоморфологические процессы» (М.: 1988) опубликованные в издательстве АН СССР — «Наука».

## Основные труды
- Бурые лесные почвы Краснодарского края. — Москва, 1956. — 244 с.
- Почвы и коры выветривания влажных субтропиков Западной Грузии: К Х Междунар. конгрессу почвоведов в Москве (1974) / Предисл. акад. И. П. Герасимова; АН СССР. Ин-т географии. — Москва : Наука, 1974. — 218 с.
- Микроморфология и диагностика почвообразования / А. И. Ромашкевич, М. И. Герасимова. — М. : Наука, 1982. — 125 с.
- Горное почвообразование и геоморфологические процессы / А. И. Ромашкевич; Отв. ред. В. О. Таргульян; АН СССР, Ин-т географии. — М. : Наука, 1988. — 148 с. — ISBN 5-02-003329-4
- Горное гумидное почвообразование и литолого-геоморфологические процессы / АН СССР. Ин-т географии. — Москва, 1989. — 50 с[5]